# Агарёвка (Татищевский район)
 Агарёвка — село в Татищевском районе Саратовской области в составе сельского поселения Вязовское муниципальное образование.

## География
Находится на расстоянии примерно 32 километра по прямой на север-северо-восток от районного центра поселка Татищево.

## История
Официальная дата основания 1849 год.

## Население
Постоянное население составляло 12 человек в 2002 году (русские 42%, армяне 50%) , 7 в 2010.